# Anisodes variospila
Anisodes variospila är en fjärilsart som beskrevs av W. Warren 1901. Anisodes variospila ingår i släktet Anisodes och familjen mätare. Inga underarter finns listade i Catalogue of Life.